# Robinson (Illinois)
Robinson è un comune degli Stati Uniti d'America, situato nell'Illinois, nella contea di Crawford, della quale è anche il capoluogo.